# Dendrobium wentianum
Dendrobium wentianum är en orkidéart som beskrevs av Johannes Jacobus Smith. Dendrobium wentianum ingår i släktet Dendrobium, och familjen orkidéer. Inga underarter finns listade i Catalogue of Life.

## Bildgalleri

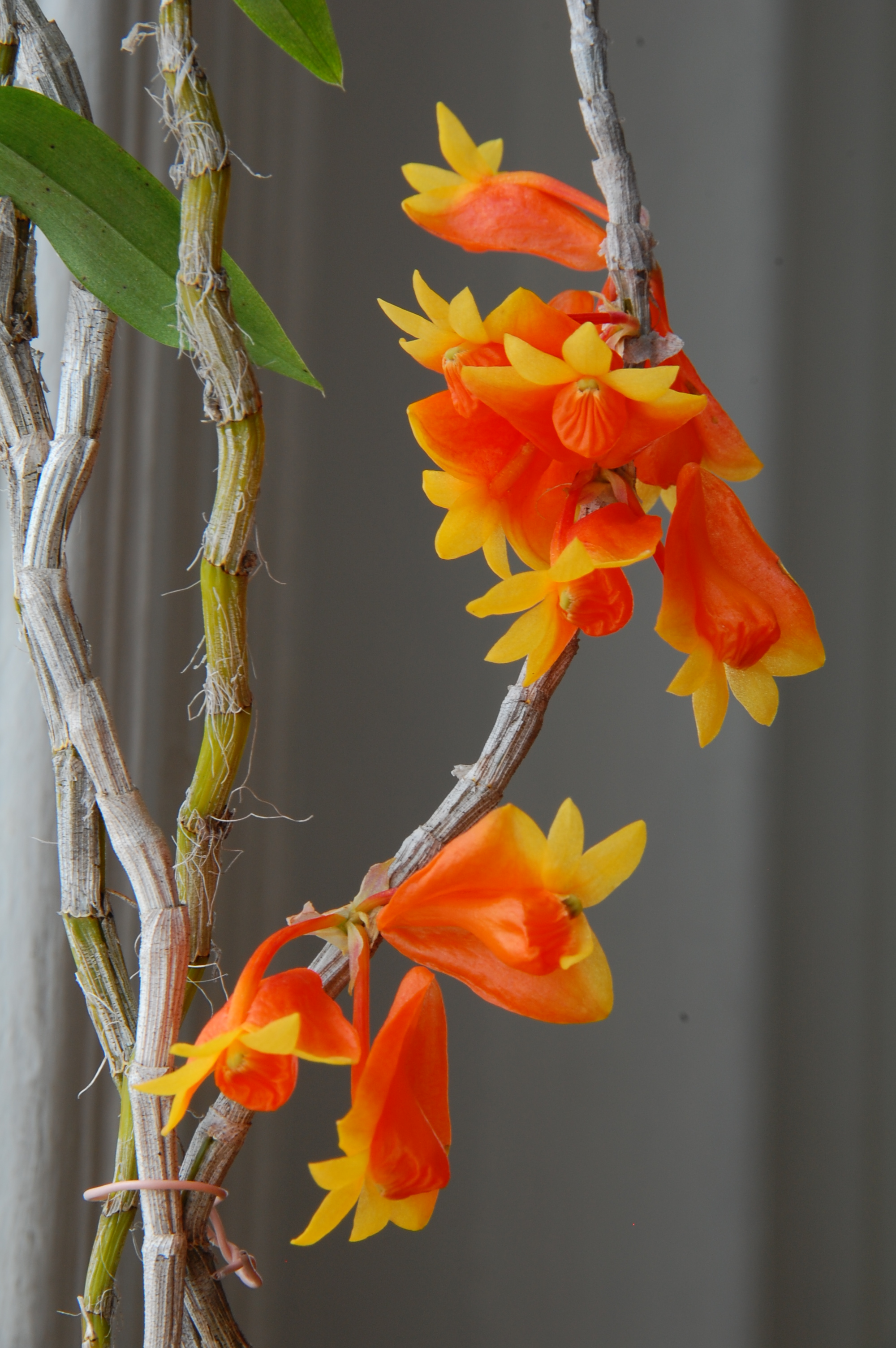